# Cordillera Príncipe Carlos
La Cordillera Príncipe Carlos es una cordillera en la tierra de Mac. Robertson en la Antártida, incluyendo la cordillera de Athos, la cordillera de Porthos y la cordillera de Aramis. El punto más alto es el monte Menzies (3228 m). Otras cimas destacadas son el monte Izabelle y el monte Stinear (1950 m). Estas montañas junto con otros picos dispersos forman un arco de unas 418 kilómetros de largo, que se extiende desde las proximidades del monte Starlight en el norte hasta los nuntataks Goodspeed en el sur.
Estas montañas fueron observadas y fotografiadas por primera vez desde la distancia por los aviadores de la Operación Highjump de USN, entre 1946 y 1947. Fueron examinadas por varios grupos del ANARE (Australian National Antarctic Research Expeditions) y cartografiadas entre los años 1954 y 1961. Se ha descubierto que contienen grandes depósitos de mineral de hierro. Fueron nombradas por el ANCA en 1956 en honor al entonces Príncipe Carlos de Gales, actual Carlos III del Reino Unido, el hijo mayor y heredero de la Reina Isabel II.